# الیویا اولسون
الیویا اولسون (انگلیسی: Olivia Olson؛ زادهٔ ۲۱ مهٔ ۱۹۹۲) یک موسیقی‌دان اهل ایالات متحده آمریکا است.